# Somma (cognome)
Somma è un cognome di lingua italiana.

## Varianti
De Somma, Di Somma, Somacal, Somariva, Sommacal, Sommacampagna, Sommariva, Sommaruga, Sommati, Sommavilla, Sommi, Sommo, Summa.

## Origine e diffusione
Cognome tipicamente panitaliano, è presente prevalentemente in Italia meridionale.
Potrebbe derivare da alcuni toponimi, dal latino summa, "altitudine".
Le varianti Sommo e Di Somma coprono il medesimo areale; Sommacal è bellunese.

## Persone
- Bonaventura Somma – compositore italiano
- Davide Somma – calciatore sudafricano di origine italiana
- Mario Somma – allenatore di calcio ed ex calciatore italiano